# Taylor Pyatt
Taylor William Pyatt (* 19. August 1981 in Thunder Bay, Ontario) ist ein ehemaliger kanadischer Eishockeyspieler, der im Verlauf seiner aktiven Karriere zwischen 1997 und 2015 unter anderem 928 Spiele für die Buffalo Sabres, Vancouver Canucks und Phoenix Coyotes bestritten hat. Sein Vater Nelson und sein Bruder Tom war bzw. ist ebenfalls Eishockeyspieler.

## Karriere
Taylor Pyatt wurde beim NHL Entry Draft 1999 in der ersten Runde an insgesamt achter Position von den New York Islanders ausgewählt. In seiner letzten Saison in der Ontario Hockey League erzielte er in 68 Spielen 89 Punkte, was ihm eine Nominierung für das All-Star-Spiel einbrachte.

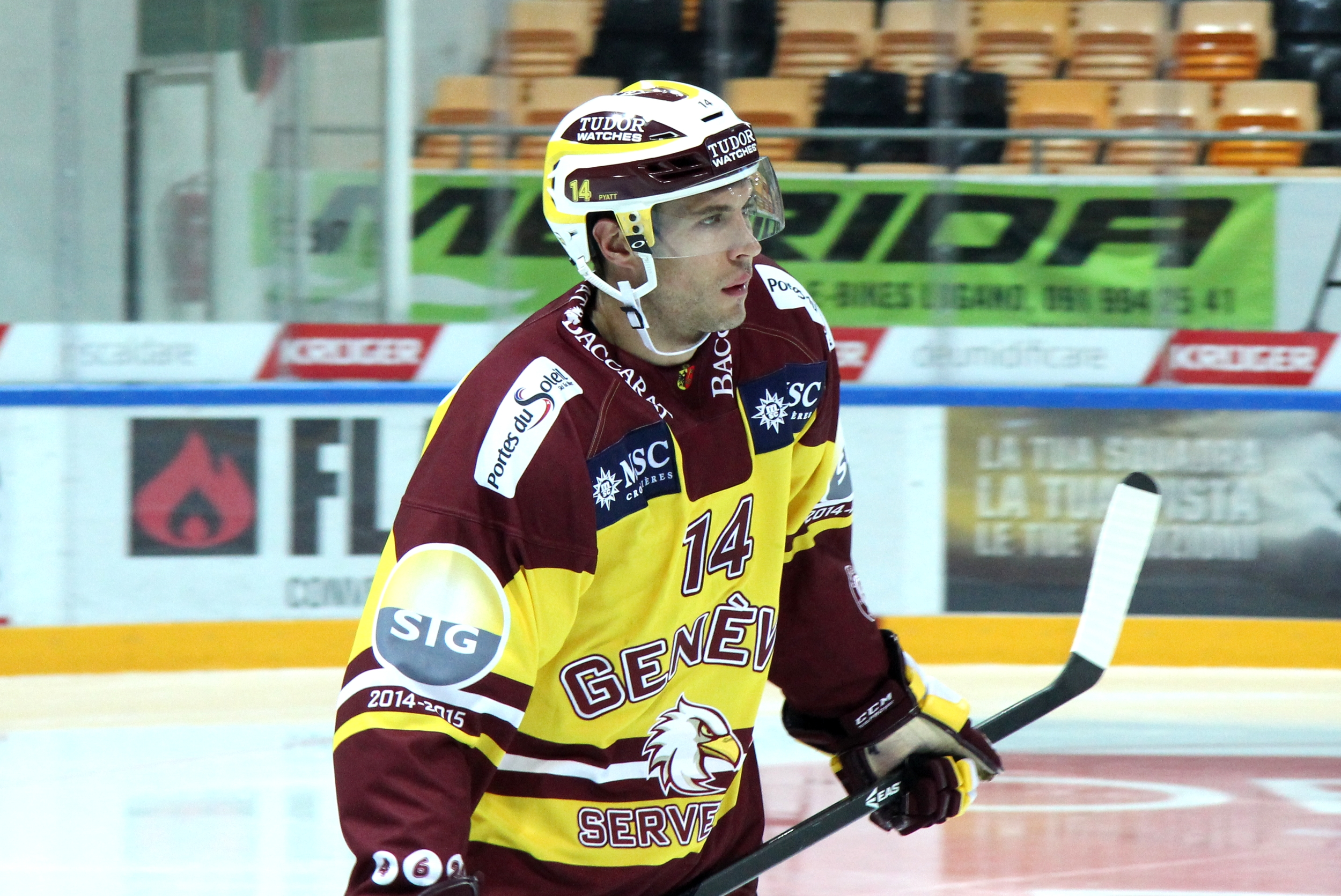
Pyatt im Trikot des Genève-Servette HC (2014)

Nach seiner Rookiesaison 2000/01, in der er 18 Punkte in 78 Spielen erzielen konnte, wurde er von den Islanders zusammen mit Tim Connolly im Tausch für Michael Peca nach New York zu den Buffalo Sabres transferiert.
Während des Lockouts in der NHL-Saison 2004/05 spielte er in der zweiten schwedischen Liga bei Hammarby IF. Nach einem weiteren Jahr in Buffalo wurde Pyatt am 14. Juli 2006 im Tausch gegen einen Viertrunden-Draftpick zu den Vancouver Canucks geschickt. In Vancouver spielte er in der Reihe zusammen mit den Zwillingen Henrik und Daniel Sedin, was seiner Punkteausbeute zugutekam und wo er mit jeweils 37 Punkten in den ersten beiden Spielzeiten einen neuen persönlichen Rekord aufstellen konnte.
Am 2. September 2009 unterschrieb er als Free Agent einen Vertrag bei den Phoenix Coyotes. Nach einem Jahr bei den New York Rangers sowie einem kurzen Engagement bei den Pittsburgh Penguins stand Pyatt ab Juli 2014 beim Genève-Servette HC unter Vertrag. Einen Monat später folgte ihm auch sein Bruder Tom nach Genf. Für Servette erzielte er in der Saison 2014/15 in 46 Partien 18 Tore sowie zwölf Assists und gewann den Spengler Cup, ehe er seine Karriere im Juli 2015 offiziell beendete.

## Erfolge und Auszeichnungen
- 1998 OHL Second All-Rookie Team
- 2000 OHL First All-Star Team
- 2003 Teilnahme am NHL YoungStars Game
- 2014 Spengler-Cup-Gewinn mit dem Genève-Servette HC

## Karrierestatistik

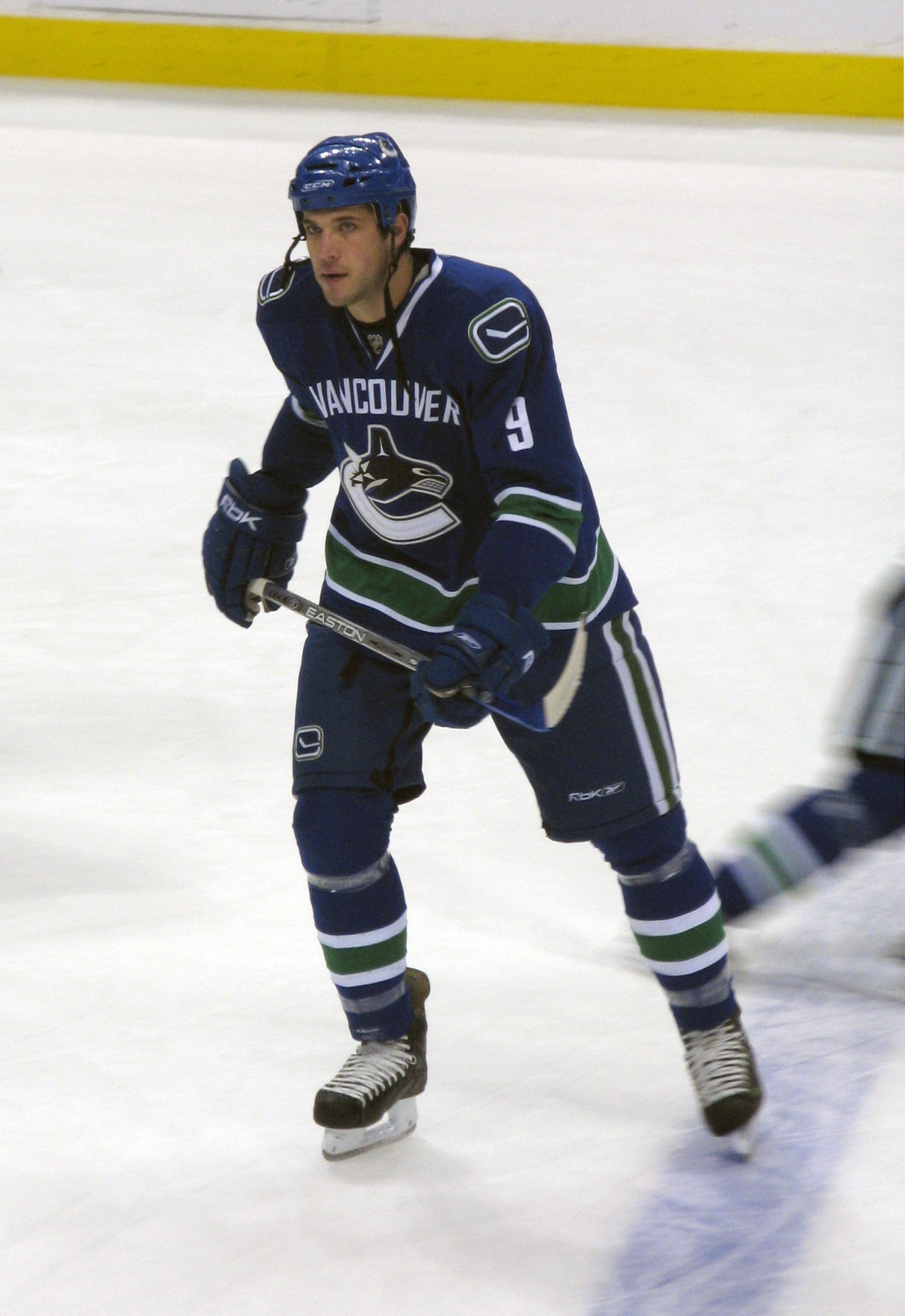
Pyatt im Trikot der Vancouver Canucks (2007)

(Legende zur Spielerstatistik: Sp oder GP = absolvierte Spiele; T oder G = erzielte Tore; V oder A = erzielte Assists; Pkt oder Pts = erzielte Scorerpunkte; SM oder PIM = erhaltene Strafminuten; +/− = Plus/Minus-Bilanz; PP = erzielte Überzahltore; SH = erzielte Unterzahltore; GW = erzielte Siegtore; 1 Play-downs/Relegation; Kursiv: Statistik nicht vollständig)